# Limenitis funalis
Limenitis funalis är en fjärilsart som beskrevs av Hans Fruhstorfer 1915. Limenitis funalis ingår i släktet Limenitis och familjen praktfjärilar. Inga underarter finns listade i Catalogue of Life.